# Cinnamomum angustitepalum
Cinnamomum angustitepalum är en lagerväxtart som beskrevs av André Joseph Guillaume Henri Kostermans. Cinnamomum angustitepalum ingår i släktet Cinnamomum och familjen lagerväxter. Inga underarter finns listade i Catalogue of Life.